# Peter Ustinov
Pour les articles homonymes, voir Ustinov.
Peter Ustinov est un écrivain, comédien et metteur en scène de théâtre et de cinéma, scénariste et producteur de cinéma britannique, né le 16 avril 1921 à Londres (Royaume-Uni) et mort le 28 mars 2004 à Genolier (Suisse).
Parlant couramment plusieurs langues (l'anglais, le français, l'italien, l'allemand et le russe), il intervenait dans le doublage de ses propres films.

## Biographie

### Ascendance
Homme aux talents multiples, le « baron » Peter Alexander von Ustinow naît en 1921 à Swiss Cottage à Londres. Son père, Jona von Ustinov (en russe : Иона Платонович Устинов), mort en 1962, est mobilisé au Wurtemberg en 1914 et employé par les services secrets allemands. Installé en Grande-Bretagne dans les années 1920, il utilise le métier de journaliste comme couverture pour ses activités au profit de l'Allemagne. En 1935, il passe au service du MI5 puis au MI6 pendant la Seconde Guerre mondiale. Il sera naturalisé britannique.
Sa mère, Nadejda Leontievna Benois (1896–1974), est une artiste-peintre d'ascendance russe, vénitienne et française. Pendant la Révolution Française, l'arrière-arrière grand-père de Peter, Louis-Jules Benois, émigra en Russie et devint cuisinier à la cour du Tsar Paul Ier.

### Études et débuts professionnels
Peter Ustinov fait ses études à la prestigieuse Westminster School de Londres. Il envisage d'angliciser son nom en Peter Austin ; un de ses condisciples lui conseille de supprimer le « von » et de garder « Ustinov ». Il quitte la Westminster School à seize ans puis intègre la London Theater School, classe de M. Saint-Denis, pour suivre des cours d’art dramatique. Il y reste de 1937 à 1939.
Peter Ustinov intègre en 1937 le Payer's Club où il élabore ses propres sketches satiriques. En 1938, il commence une carrière d’acteur dramatique. Le jeune acteur suit des cours de théâtre, puis fait sa première apparition sur les planches, à l’âge de 18 ans, avec grand succès. Ustinov fait preuve très tôt d’un incroyable talent d’imitateur. Après des débuts de comique et d’imitateur dans les théâtres londoniens, il obtient en 1940 son premier grand rôle dans une revue.
C’est en 1940 également qu’il écrit sa première pièce de théâtre, Fishing for Shadows. Il joue également, cette même année, son premier rôle important dans la revue Swinging the Gate. 1940 est une année riche en événements pour Ustinov ; il met en scène la pièce de théâtre House of Regrets. Il poursuit dans ce domaine l’année suivante avec sa première mise en scène de théâtre, Squaring the Circle. S’ensuit alors une brillante carrière de près de soixante ans.

### Seconde Guerre mondiale
Engagé dans les Commandos, Peter Ustinov rejoint à sa demande le service cinématographique des armées, où il fait la connaissance de David Niven. Celui-ci, chargé tout d'abord de tenir un film de propagande, fait de Ustinov son ordonnance ; avec Carol Reed, ils commencent à monter le film The Way Ahead. Parallèlement, le colonel Dudley Clarke leur donne l'ordre de trouver et former un acteur qui doit se faire passer pour le maréchal Montgomery : c'est l'opération Copperhead. Niven et lui mettent la main sur le lieutenant Clifton-James, qui leur paraît le meilleur pour le rôle.

### Radio
Entre 1952 et 1955, Peter Ustinov participe avec Peter Jones à la comédie In All Directions, adaptée pour la radio par la BBC, et dans laquelle ils interprètent les rôles de Morry et Dudley, deux gaillards stupides dans une voiture cherchant toujours Copthorne Avenue ; les épisodes se terminent invariablement par la phrase « Run for it, Morry ». Dans les années 1980, il participe également en France aux Grosses Têtes sur RTL.

### Cinéma

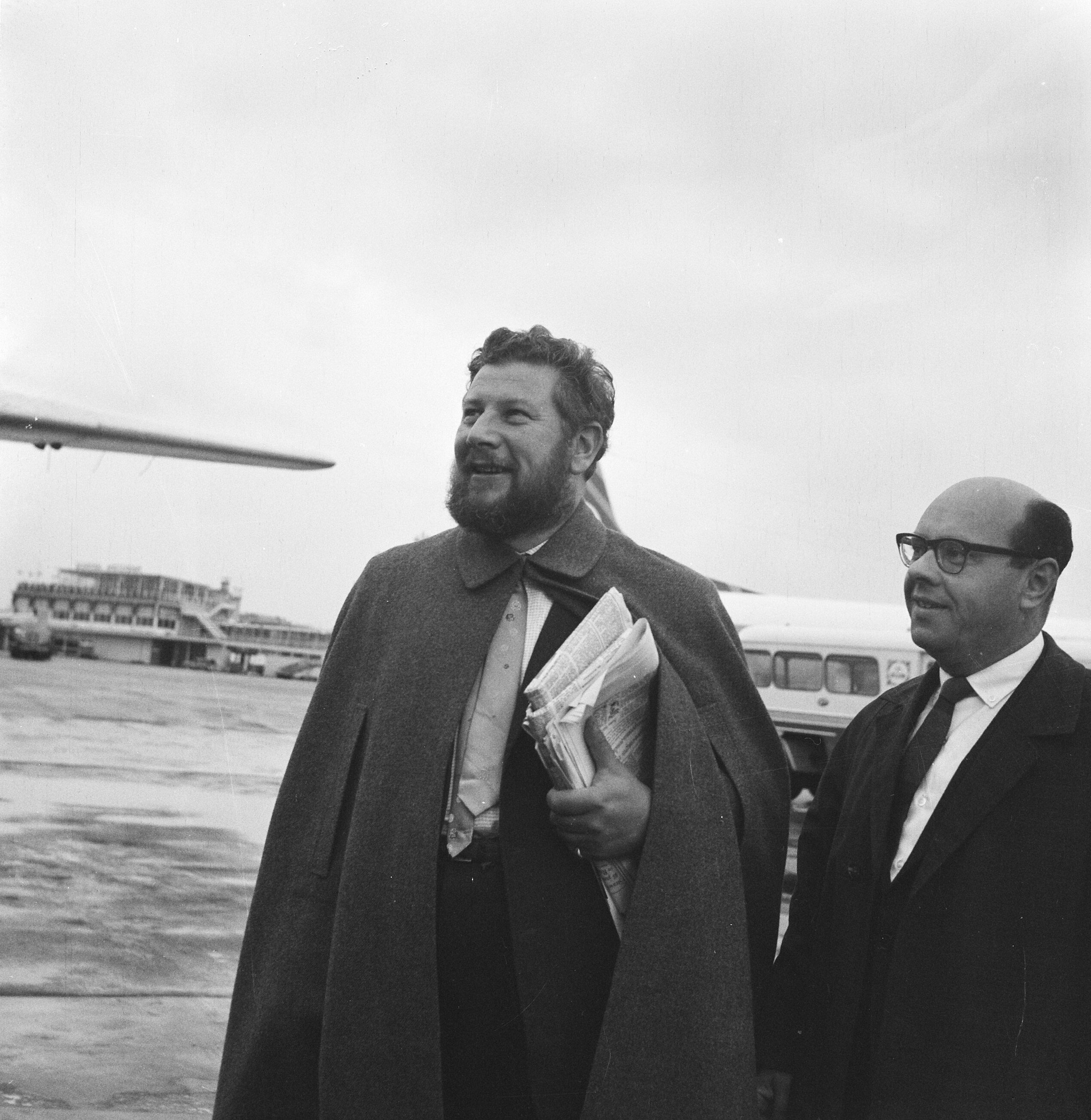
Peter Ustinov (à gauche), à l’aéroport d'Amsterdam-Schiphol le 24 septembre 1962, venu aux Pays-Bas pour une interview par Simon van Collem (à droite), diffusée dans une émission de télévision.

Peter Ustinov est notamment connu du grand public pour avoir interprété Hercule Poirot, le célèbre détective créé par Agatha Christie, à six reprises (Mort sur le Nil, Meurtre au soleil, Le Couteau sur la nuque, Meurtre en trois actes, Poirot joue le jeu, Rendez-vous avec la mort). Populaire, il joue dans plus de soixante-dix films, où il interprète des personnages divers.
Il débute au cinéma en interprétant un prêtre dans One of Our Aircraft Is Missing en 1943. En collaboration avec Eric Ambler, il écrit son premier scénario de film, The Way Ahead (1943). En 1945, Peter Ustinov vend son premier scénario de film, The True Glory. En 1946, il réalise son premier film et le coproduit : School for Secrets, pour le ministère de l'Aviation britannique, à partir d'une idée de l'officier du service des radars Patricia Moyes. Suivront les comédies Vice versa (1948) et Private Angelo (1949) ainsi que le drame d’aventures Billy Budd (1962) et la comédie Lady L (1965), tiré du roman de Romain Gary.
Sur grand écran, Peter Ustinov se singularise aussi en jouant des personnages particulièrement couards et antipathiques tels que l’empereur Néron dans Quo Vadis (1951) de Mervyn LeRoy, le Monsieur Loyal qui exhibe Lola Montès dans le film homonyme (1955) de Max Ophüls, un trafiquant d’esclaves dans Spartacus (1960) ou un escroc dans Topkapi (1964). Ces deux dernières prestations lui valent un Oscar du meilleur acteur dans un second rôle en 1961 et 1965.
Peter Ustinov apparaît dans la mini-série Jésus de Nazareth (1977) de Franco Zeffirelli dans le rôle d'Hérode et prête sa voix au prince Jean dans le film d'animation Robin des Bois des studios Disney.
Au terme de sa carrière, il personnifie le comte de Mirabeau dans La Révolution française (1989) sous la direction de Robert Enrico.

### Écrivain et conteur
Acteur, metteur en scène, écrivain, Peter Ustinov est également connu pour ses talents de conteur. Il a même enregistré des disques qui connurent un véritable succès.

### Homme de conviction
Ambassadeur de l’UNICEF, Peter Ustinov se rend à Bruxelles au début de 1999, à l'invitation de Marc Lerchs et de Ghislain Belmans, les concepteurs d'Houtopia, la Cité des enfants à Houffalize, pour réaliser un tournage multimédia au Cirque Royal, destiné à expliquer les droits de l'enfant en cinq langues à des enfants entre 4 et 12 ans. Ustinov se rend aussi à Berlin en 2002, pour rencontrer les organisateurs du projet United Buddy Bears (en français Les Oursons unis). Il se prononce alors en faveur de l'ajout d'un ours irakien aux 140 pays déjà représentés, chose faite un an plus tard, lorsqu'il inaugure, en qualité de parrain de l'édition 2003, la deuxième édition des United Buddy Bears à Berlin.
Peter Ustinov fonde l'Institut Ustinov en 2003 à Vienne ; l'institut est destiné à créer des universités au niveau international réunissant des connaissances sur les différentes cultures. Il œuvre aussi pour soutenir la création artistique et améliorer la situation sociale, spirituelle et médicale des enfants, sans distinction d'âge, d'origine ethnique ou de croyance religieuse.
Il crée la polémique en juin 1993 avec une déclaration dans le journal britannique The European, où il affirme : « Les Serbes sont un peuple en deux dimensions avec un besoin de simplicité et d’idéologie si basique, qu’on peut les comprendre sans effort. Ils ont besoin d’ennemis, pas d’amis, pour focaliser leurs idées bidimensionnelles. La vie est pour eux un air simple, jamais une orchestration ni même une harmonie agréable. Les animaux utilisent leurs ressources avec une félicité plus grande que ces créatures attardées dont l’abonnement à la race humaine est périmé depuis longtemps. »

### Dernières années

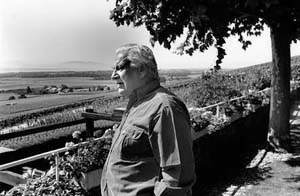
Peter Ustinov en 1992 par Erling Mandelmann.

Peter Ustinov meurt à Bursins (canton de Vaud) en Suisse dans la nuit du dimanche 28 au lundi 29 mars 2004 à l'âge de 82 ans d'une crise cardiaque consécutive à un diabète. Il est enterré au cimetière de Bursins. Assiste à ses obsèques la directrice de l'UNICEF, Carol Bellamy, qui représente à cette occasion Kofi Annan, le secrétaire général des Nations unies.

### Vie privée

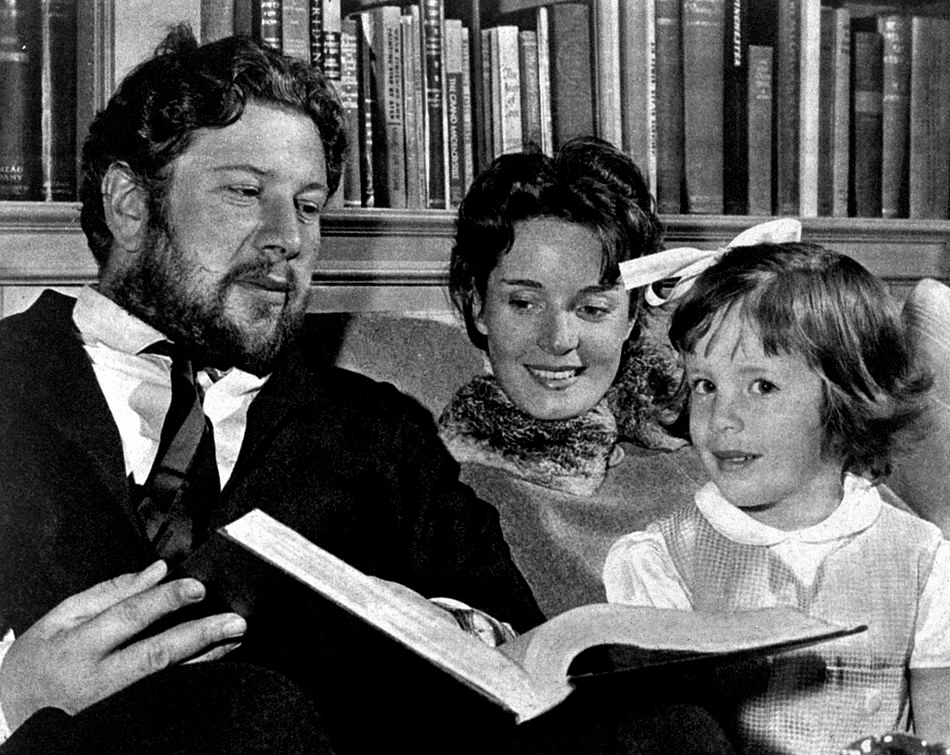
Peter Ustinov avec son épouse Suzanne Cloutier et leur fille Pavla, dans les années 1950.

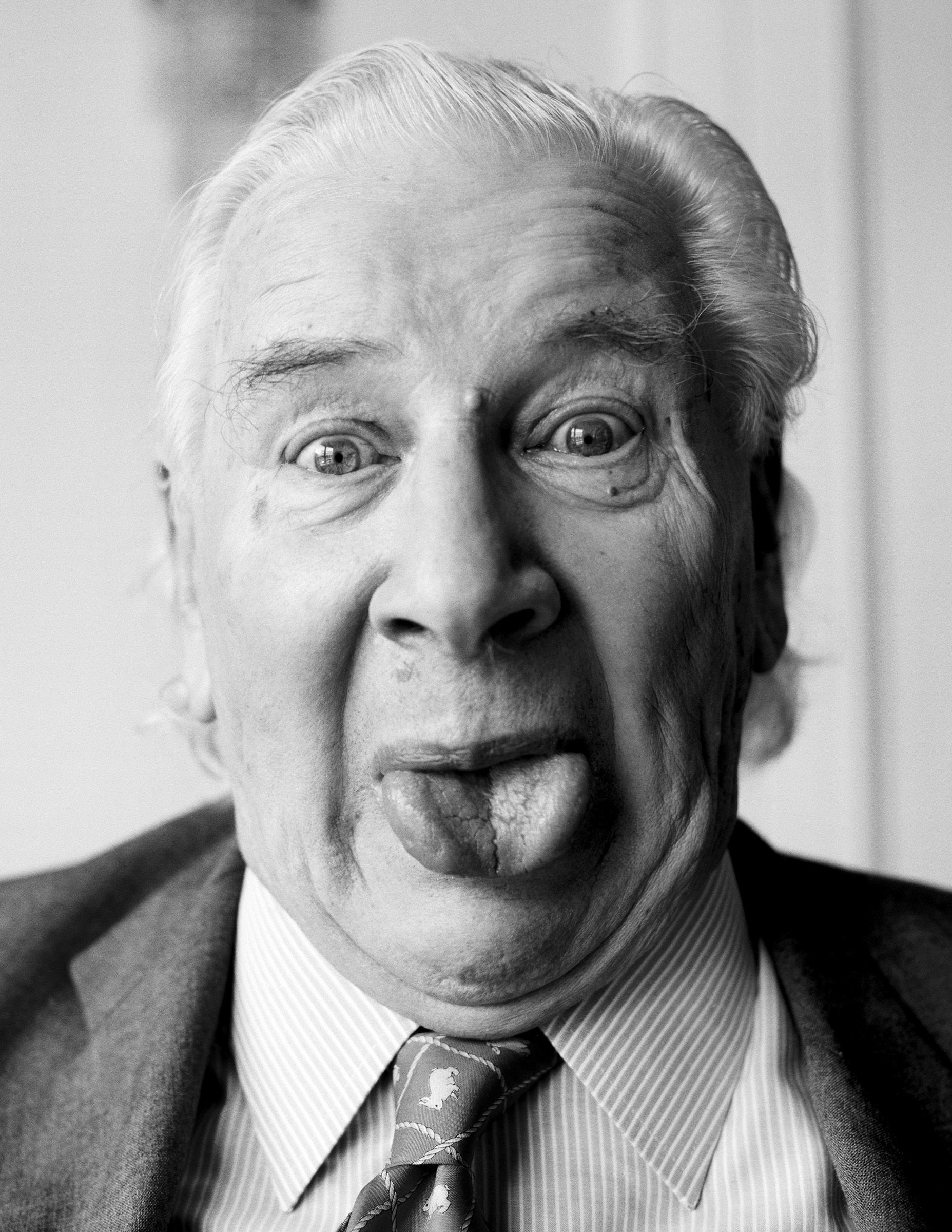
Peter Ustinov photographié par Oliver Mark, Berlin 2003

Dans les années 1960, Peter Ustinov devient résident suisse afin d'échapper au système fiscal britannique, qui taxait fortement à l'époque les hauts revenus.
Il a été marié trois fois :
- de 1940 à 1945 avec Isolde Denham (1920–1987), fille de Reginald Denham et Moyna MacGill et demi-sœur d'Angela Lansbury. De cette union naît une fille, Tamara, née le 25 juillet 1945 ;
- de 1954 à 1971 avec Suzanne Cloutier (1923–2003), actrice et réalisatrice canadienne, dont il a trois enfants : Pavla (née le 2 juin 1954), Igor (né le 30 avril 1956) et Andrea (née le 30 mars 1959) ;
- de 1972 à sa mort avec Hélène du Lau d'Allemans (1926–2014).

Il est apparenté de loin au ténor suédois Nicolai Ustinov, connu sous le nom de Nicolai Gedda.
En 2023, l'héritage de ses quatre enfants est mis en vente par Sotheby's.

## Théâtre

### Acteur
- 1938 : The Wood Demon (Waffles)
- 1939 : L’Evêque de Limpopo land (l’Évêque)
- 1940 : Fishing for Shadows (M. Lescure)
- 1946 : Crime et Châtiment (Pétrovitch)
- 1948 : Frenzy, adapté d’une pièce d’Ingmar Bergman (Caligula)
- 1951-1952 : L’Amour des quatre colonels (Carabosse)
- 1956 : Romanoff and Juliet (le Général)
- 1962 : Photo Finish (Sam Old)
- 1968 : The Unknow Soldier and His Wife (l'Archevêque)
- 1974 : Who’s Who in Hell ? (Boris Vassilievitch)
- 1979 : Le Roi Lear (rôle-titre)
- 1983-1984 / 1987-1988 : La Dixième de Beethoven (Beethoven)
- 1990-1993 : Une soirée avec Peter Ustinov

### Auteur
- 1941 : The Banbury Nose
- 1951 : The Love of Four Colonels (L’Amour des quatre colonels)
- 1956 : Romanoff and Juliet (Romanoff et Juliette)
- 1956 : The Empty Chair (La Chaise vide)
- 1958 : Paris Is not so Gay (Paris n’est pas si gai)
- 1962 : Photo Finish
- 1967 : The Unknown Soldier and His Wife
  - Création française : Le Soldat inconnu et sa femme, théâtre des Ambassadeurs, 1969
- 1967 : Halfway up the Tree
- 1982 : Beethoven’s Tenth
  - Création française : La Dixième de Beethoven, mise en scène Philippe Rondest, théâtre de la Madeleine, 1982
- 1974 : Comme de mal entendu
  - Création française : Comme de mal entendu, mise en scène Michel Bertay, théâtre de la Madeleine, 1985

## Filmographie

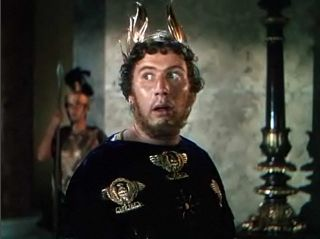
Peter Ustinov dans le rôle de Néron (Quo vadis 1951).

### Acteur

#### Cinéma
- 1940 : Mein Kampf, mes crimes (Mein Kampf - My Crimes) de Norman Lee : Marinus van der Lubbe
- 1940 : Hullo, Fame! d'Andrew Buchanan (documentaire)
- 1942 : Le Pas de l'oie (The Goose Steps Out) de Basil Dearden : Krauss
- 1942 : Un de nos avions n'est pas rentré (One of Our Aircraft Is Missing) de Michael Powell : le prêtre
- 1943 : The New Lot de Carol Reed : Keith Bracken
- 1944 : L'Héroïque Parade (The Way Ahead) de Carol Reed : Rispoli, le cafetier
- 1949 : Private Angelo de Michael Anderson et Peter Ustinov : Angelo
- 1950 : Odette, agent S 23 (Odette) de Herbert Wilcox : le lieutenant Alex Rabinovich, alias Arnauld
- 1951 : Quo vadis de Mervyn LeRoy : Néron
- 1951 : Hôtel Sahara de Ken Annakin : Emad
- 1951 : La Boîte magique (The Magic Box) de John Boulting : un industriel
- 1954 : Le Beau Brummel (Beau Brummell) de Curtis Bernhardt : George IV, Prince de Galles
- 1954 : L'Égyptien (The Egyptian) de Michael Curtiz : Kaptah
- 1955 : La Cuisine des anges (We're no angels) de Michael Curtiz : Jules
- 1955 : Lola Montès de Max Ophüls : le Monsieur Loyal
- 1956 : Les Forains (I girovaghi) de Hugo Fregonese : Don Alfonso Pugliesi
- 1957 : Les Espions de Henri-Georges Clouzot : Michel Kiminsky
- 1957 : Pablito à New York ou Un ange est passé sur la ville (Un Ángel pasó por Brooklyn) de Ladislas Vajda : M. Bossi
- 1959 : La Bergère et le Ramoneur (Adventures of Mr. Wonderbird) de Paul Grimault : voix de Mr. Wonderbird
- 1960 : Horizons sans frontières (The Sundowners) de Fred Zinnemann : Rupert Venneker/Robert
- 1960 : Spartacus de Stanley Kubrick : Lentulus Batiatus
- 1961 : Romanoff et Juliette (Romanoff and Juliet) de Peter Ustinov : le général
- 1962 : Billy Budd de Peter Ustinov : Edwin Fairfax Vere
- 1964 : Topkapi de Jules Dassin : Arthur Simon Simpson
- 1965 : Lady L de Peter Ustinov : Prince Otto de Bavière
- 1965 : L'Encombrant Monsieur John (John Goldfarb, Please Come Home) de Jack Lee Thompson : le roi Fawz
- 1967 : Les Comédiens (The Comedians) de Peter Glenville : ambassadeur Manuel Pineda
- 1968 : Le Fantôme de Barbe-Noire (Blackbeard’s Ghost) de Robert Stevenson : Barbe-Noire
- 1968 : Chauds, les millions (Hot Millions) d'Eric Till : Marcus Pendleton / Caesar Smith
- 1969 : Viva Max! de Jerry Paris : général Maximilian Rodrigues De Santos
- 1971 : Hammersmith Is Out de Peter Ustinov : Docteur
- 1972 : Big Truck and Sister Clare de Robert Ellis Miller : le chauffeur de camion
- 1975 : Objectif Lotus (One of Our Dinosaurs Is Missing) de Robert Stevenson : Hnup Wan
- 1976 : L'Âge de cristal (Logan’s Run) de Michael Anderson : Ballard, le vieil homme
- 1976 : Le Trésor de Matacumba (Treasure of Matacumbe) de Vincent McEveety : Dr Ewing T. Snodgrass
- 1977 : Mon « Beau » légionnaire (The Last Remake of Beau Geste) de Marty Feldman : Markov
- 1977 : Un taxi mauve d'Yves Boisset : Taubleman
- 1978 : Mort sur le Nil (Death on the Nile) de John Guillermin : Hercule Poirot
- 1978 : Enquête à l'italienne (Doppio delitto) de Steno : Harry Hellman
- 1979 : Ashanti de Richard Fleischer : Suleiman
- 1979 : Nous maigrirons ensemble[10] de Michel Vocoret : Victor Lasnier
- 1981 : Charlie Chan et la Malédiction de la Reine-Dragon (Charlie Chan and the Curse of the Dragon Queen) de Clive Donner : Charlie Chan
- 1981 : La Grande Aventure des Muppets de Jim Henson : le chauffeur de camion
- 1981 : The Search for Santa Claus de Stan Swan : le grand-père (court métrage)
- 1982 : Meurtre au soleil (Evil Under the Sun) de Guy Hamilton : Hercule Poirot
- 1984 : Memed my Hawk (en) de Peter Ustinov : Abdi Aga
- 1988 : Rendez-vous avec la mort (Appointment with Death) de Michael Winner : Hercule Poirot
- 1989 : La Révolution française de Robert Enrico et Richard T. Heffron : Honoré-Gabriel Riqueti de Mirabeau
- 1990 : Au bonheur des chiens (C'era un castello con 40 cani) de Duccio Tessari : le vétérinaire Muggione
- 1992 : Lorenzo (Lorenzo's Oil) de George Miller : Professeur Gus Nikolais
- 1998 : Stiff Upper Lips (en) de Gary Sinyor : Horace
- 1999 : Le Célibataire (The Bachelor) de Gary Sinyor : Grand-Père James Shannon
- 2002 : Luther d'Eric Till : Fredrick le sage
- 2004 : Winter Solstice de Josh Sternfeld (en) : Hughie McLellan

#### Télévision
- 1966 : Hallmark Hall of Fame de George Schaefer (saison 16, épisode 1, Barefoot in Athens) : Socrate
- 1970 : Hallmark Hall of Fame (saison 19, épisode 3) : Abbel Shaddick
- 1971 : Hallmark Hall of Fame de George Schaefer (saison 20, épisode 3) : Gideon
- 1973 : Burt Bacharach: Opus No. 3 de Dwight Hemion
- 1976 : Kein Abend wie jeder andere d'Hermann Leitner : le marchand d'antiquités
- 1977 : Jésus de Nazareth de Franco Zeffirelli : Hérode le Grand
- 1978 : Le Voleur de Bagdad de Clive Donner : le calife
- 1980 : Strumpet City (saison 1, épisode 1) : Edward VII
- 1982 : Wortwechsel
- 1983 : Imaginary Friends de Michaël Darlow
- 1984 : Abgehört de Rolf von Sydow
- 1985 : Le Couteau sur la nuque (Thirteen at Dinner) de Lou Antonio : Hercule Poirot
- 1986 : Poirot joue le jeu (Dead Man's Folly) de Clive Donner : Hercule Poirot
- 1986 : Meurtre en trois actes (Murder in Three Acts) de Gary Nelson : Hercule Poirot
- 1986 : Le Défi mondial
- 1989 : Le Tour du monde en 80 jours de Buzz Kulik : Wilbur Fix
- 1990 : L'Orchestre
- 1993 : Wings of the Red Star MIG Force
- 1995 : The Old Curiosity Shop de Kevin Connor : le grand-père
- 1995 : Pierre et le loup de Michel Jaffrennou : le grand-père
- 1999 : Alice au pays des merveilles (Alice in Wonderland) de Nick Willis : le Morse
- 2000 : Les Heures historiques de Hans-Christoph Blumenberg : Igor Maximytschew
- 2001 : Victoria et Albert de John Erman : William IV
- 2002 : Salem Witch Trials de Joseph Sargent : William Stroughton

### Réalisateur
- 1946 : School for Secrets - également scénariste et producteur
- 1948 : Vice Versa - également scénariste et producteur
- 1949 : Private Angelo, coréalisé avec Michael Anderson - également scénariste et producteur
- 1961 : Romanoff and Juliette
- 1962 : Billy Budd - également scénariste et producteur
- 1965 : Lady L - également scénariste
- 1972 : Hammersmith is Out
- 1984 : Memed, my Hawk  — également scénariste

### Scénariste
- 1944 : L'Héroïque Parade (The Way Ahead) de Carol Reed

## Doublage
- 1968 : The Story of Babar, the Little Elephant d'Ed Levitt et Bill Melendez : narrateur
- 1971 : Babar comes to America d'Ed Levitt et Bill Melendez : narrateur
- 1972 : Clochemerle : narrateur
- 1973 : Robin des Bois de Wolfgang Reitherman : prince Jean / roi Richard
- 1977 : The Mouse and His Child (en) de Charles Swenson et Fred Wolf (en) : Manny le rat
- 1978 : Winds of Change de Takashi : narrateur
- 1978 : Tarka l'Otarie de David Cobham : narrateur
- 1981 : Grendel Grendel Grendel d'Alexander Stitt : Grendel
- 1981 : Docteur Snuggles de Jeffrey O'Kelly : Docteur Snuggles
- 1998 : L'Histoire du soldat d'Igor Stravinsky
- 1988 : Pit et le Vaste monde de Kaj Pindal : narrateur
- 1989 : Granpa de Dianne Jackson : Granpa
- 1995 : The Phoenix and the Magic Carpet de Zoran Perisic : le grand-père
- 1999 : La Ferme des animaux de John Stephenson : le Vieux Major

## Publications
- 1960 : Add a Dash of Pity, roman (2e  éd., 1993).
- 1960 : We Were Only Human, livre d’illustrations satiriques. Publié en français sous le titre Un soupçon de pitié, Paris, Julliard, 1960.
- 1961 : The Loser, roman.
- 1966 : Frontiers of the Sea, nouvelles.
- 1971 : Krumnagel, nouvelle (2e éd. 1993).
- 1977 : Dear Me, autobiographie. Publié en français sous le titre Cher Moi, Paris, Stock.
- 1983 : My Russia, portrait actuel de l’ex-URSS. Publié en français sous le titre Ma Russie, Paris, Buchet-Chastel, 1985.
- 1989 : The Desinformer, nouvelle.
- 1989 : Notice sur la vie et les travaux d’Orson Welles (Publications de l’Institut de France).
- 1990 : The Old Man and M. Smith, roman. Publié en français sous le titre Le Vieil Homme et M. Smith, Paris, Belfond, 1996.
- 1991 : Ustinov at Large, ensemble d’articles.
- 1993 : God and the State Railways, nouvelles.
- 1993 : Still at Large, ensemble d’articles.

## Distinctions
- 1967 : docteur honoris causa en musique du Conservatoire de Cleveland, Ohio (États-unis).
- 1968-1973 : recteur de l’université de Dundee (Royaume-Uni)
- 1971 : docteur en droit honoris causa du College of Philadelphia, La Salle (États-Unis).
- 1972 : docteur ès lettres honoris causa de l’université de Lancaster (Royaume-Uni)
- 1974 : docteur honoris causa en beaux-arts de l’université de Lethbridge (Canada)
- 1975 : commandeur de l’Ordre de l'Empire britannique (CBE)
- 1984 : docteur honoris causa à l’université de Toronto (Canada)
- 1987 : élu membre de l’Académie des beaux-arts, le 27 mai, au fauteuil d’Orson Welles
- 1988 : docteur honoris causa de l’université de Georgetown (États-Unis)
- 1990 : élevé au rang de Knight Bachelor par la reine Élisabeth II[11]
- 1990 : médaille d'or de la ville d'Athènes
- 1991 : docteur honoris causa de la faculté de droit de l'université d'Ottawa (Canada)
- 1992 : chancelier de l’université de Durham (Royaume-Uni)
- 1992 : président du World Federalist Movement
- 1994 : Ordre national de la Croix du Sud du Brésil
- 1995 : docteur honoris causa de l’Institut pontifical d'études médiévales, à l’université de Toronto (Canada).
- 1995 : docteur honoris causa de l’université libre de Bruxelles.

### Récompenses
- 1951 : Golden Globe du meilleur acteur dans un second rôle pour Quo vadis
- 1957 : médaille Benjamin Franklin de la Royal Society of Arts
- 1961 : Oscar du meilleur second rôle masculin pour Spartacus
- 1964 : premier prix du Syndicat des journalistes et écrivains pour son rôle dans la pièce de théâtre intitulée Photo Finish
- 1965 : Oscar du meilleur second rôle masculin pour Topkapi
- 1978 : Grand prix Unicef pour l’ensemble de son action humanitaire
- 1978 : prix de la Butte, à Paris, pour son autobiographie, Cher Moi
- 1992 : Grand Prix de la British Academy pour l’ensemble de son œuvre cinématographique
- 1993 : Grand prix de la critique à Londres
- 1994 : Grand Prix de la culture allemand et Grand prix de la télévision allemande
- 1995 : prix de la Défense de l'enfance remis par le président des États-Unis Jimmy Carter au nom de l’UNICEF
- 2002 : prix Conscience planétaire du Club de Budapest, dont il est membre d'honneur depuis l'origine, en 1993[12]

## Voix françaises
- Roger Carel dans :
  - Spartacus
  - L'Âge de cristal
  - Le Trésor de Matacumba
  - Mon « Beau » légionnaire
  - Mort sur le Nil
  - Le Voleur de Bagdad (téléfilm)
  - Ashanti
  - Docteur Snuggles (série télévisée d'animation — voix)
  - La Révolution française
  - Le Célibataire
  - Alice au pays des merveilles (téléfilm)
  - La Ferme des animaux (téléfilm - voix)

- Lui-même dans :
  - Topkapi
  - Les Comédiens
  - Chauds, les millions
  - Un taxi mauve
  - Meurtre au soleil
  - Le Couteau sur la nuque (téléfilm)
  - Meurtre en trois actes (téléfilm)
  - Poirot joue le jeu (téléfilm)
  - Rendez-vous avec la mort
  - Lorenzo

- Philippe Dumat dans :
  - Robin des Bois (voix du Prince Jean)
  - Objectif Lotus
  - La Grande Aventure des Muppets (voix - doublé dans les années 90)
  - Le Tour du monde en quatre-vingts jours (mini-série)

- Jean Marchat dans :
  - Quo Vadis
  - Le Beau Brummel

- Raoul Delfosse dans :
  - Enquête à l'italienne
  - Charlie Chan et la Malédiction de la Reine-Dragon

et aussi :
- Stéphane Audel dans L'Égyptien
- Émile Duard dans La Cuisine des anges
- Pierre Leproux dans Horizons sans frontières
- Claude Bertrand dans Le Fantôme de Barbe-Noire
- Jean Martinelli dans Robin des Bois (voix du Roi Richard)
- Nicolas Justamon dans Le Muppet Show (série télévisée, 2e doublage)
- Georges Aminel dans Jésus de Nazareth (mini-série)
- Hervé Caradec dans Winter Solstice (téléfilm)